# Oktinoxát
Az oktinoxát (INN: octinoxate) színtelen, vízben nem oldódó folyadék. Napfényszűrő kozmetikumok (rúzsok, alapozók, hidratáló krémek, ajakbalzsamok) alkotóanyaga.
Véd az UV-sugárzástól (elsősorban UV-B-től, kevésbé UV-A-tól). A fényvédő napozókrémek egyik legfontosabb alapanyaga.
A cinnamátok (a fahéjsav származékai) közé tartozik. Két sztereoizomerje közül a transz-változatnak sokkal erősebb a fényvédő hatása. Napfény hatására cisz-izomerré alakul át. Ezt az átalakulást a termékekben különböző anyagokkal gátolják.

## Stereochemistry
Az oktinoxátban egy szterecentrum és egy kettős kötés található. Sztereoizomerjei:
| Az oktinoxát izomerjei | Az oktinoxát izomerjei | Az oktinoxát izomerjei |
| ---------------------- | ---------------------- | ---------------------- |
|                        | (R)-izomer             | (S)-izomer             |
| (E)-izomer             |                        |                        |
| (Z)-izomer             |                        |                        |

## Mellékhatások
Viszonylag gyakori, nem súlyos mellékhatásként szárítja a bőrt. Jóval ritkábban allergiás reakciót vált ki; ilyenkor a kozmetikum használatát abba kell hagyni, és bőrgyógyászhoz vagy gyógyszerészhez fordulni.
Ritkább, de súlyosabb mellékhatások: bőrirritáció, bőrgyulladás (contact dermatitis), a hajhagyma gyulladása (hajspray esetén), kiütés.
A bőrből kevéssé szívódik fel a szervezetbe, nagy mennyiségű használata azonban nagyon ritka esetekben az immunrendszer károsodását okozhatja. Befolyásolhatja a sejtek közötti jelrendszert, mutációt vagy akár sejthalált okozva. Állatkísérletek szerint az ösztrogénhez hasonló hatása van, ezért várandós nőknek nem ajánlott a használata. Ugyancsak nem javasolt csecsemők számára. Extrém mennyiségű használata a máj károsodását is okozhatja.
A közhiedelemben élő rákkeltő hatást a vizsgálatok nem mutatták ki. Egyes tanulmányok szerint potenciálisan veszélyes szabad gyököket szabadít fel, de erre vonatkozóan további vizsgálatok szükségesek.

## Készítmények
Magyarországon nincs gyógyszerészeti forgalomban.
Nem gyógyszerészeti termékek magyar nyelvű ismertetővel:
- Skin Supplément™[halott link] Ananász ízesítésű ajakbalzsam SPF15 (oxtinoxát, oxibenzon természetes anyagokkal kombinálva)
- Nu Skin 180°® UV (Nu Skin)

Termékfelsorolások magyar nyelvű lapokon:
- Krém mánia (Octinoxate)

Termékfelsorolások angol nyelvű lapokon:
- Octinoxate Guide (GoodGude)
- Octinoxate (Drugs-About.com)
- Octinoxate (Drugs-About.com)
- Octinoxate (Drugs-About.com)
- Octinoxate (Drugs-About.com)
- Octinoxate (Drugs-About.com)
- Octinoxate (Drugs-About.com)
- Octinoxate (Drugs-About.com)